# Gare de Strömstad
La  gare de Strömstad (suédois:  Strömstad Station) est une gare ferroviaire suédoise de la ligne du Bohus, située dans la ville terminus de Strömstad.

## Situation ferroviaire
La gare de Strömstad est le terminus nord de la ligne du Bohus.

## Service des voyageurs

### Accueil
Un bar et un restaurant sont présents dans la gare.

### Desserte
La gare est desservie par des trains de la relation gare centrale de Göteborg - Strömstad, un voyage d'environ 3 heures (selon l'horaire publié par Västtrafik en 2015).

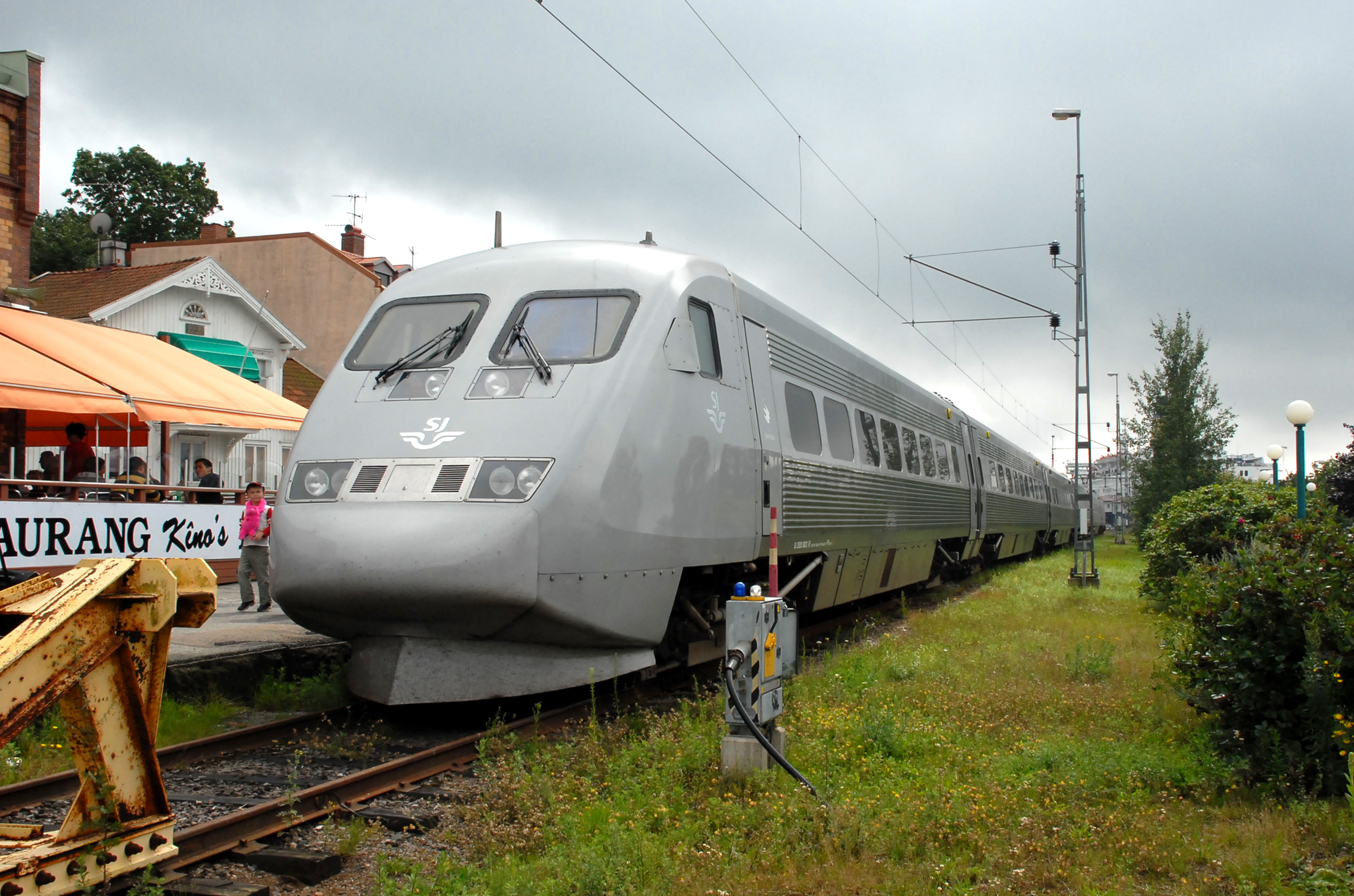
Train en gare en juillet 2007.

### Intermodalité
Un parking pour les véhicules y est aménagé. Une gare routière est présente à proximité,.

## Patrimoine ferroviaire
L'ancien bâtiment voyageurs est un édifice historique reconnu.